# Climacteris melanurus
Il rampichino golanera o rampichino codanera (Climacteris melanurus Gould, 1843) è un uccello passeriforme della famiglia Climacteridae.

## Etimologia
Il nome scientifico della specie, melanurus, deriva dall'unione delle parole greche μελανος (melanos, "nero") e ουρα (oura, "coda"), col significato di "dalla coda nera", in riferimento alla livrea di questi uccelli.

## Descrizione

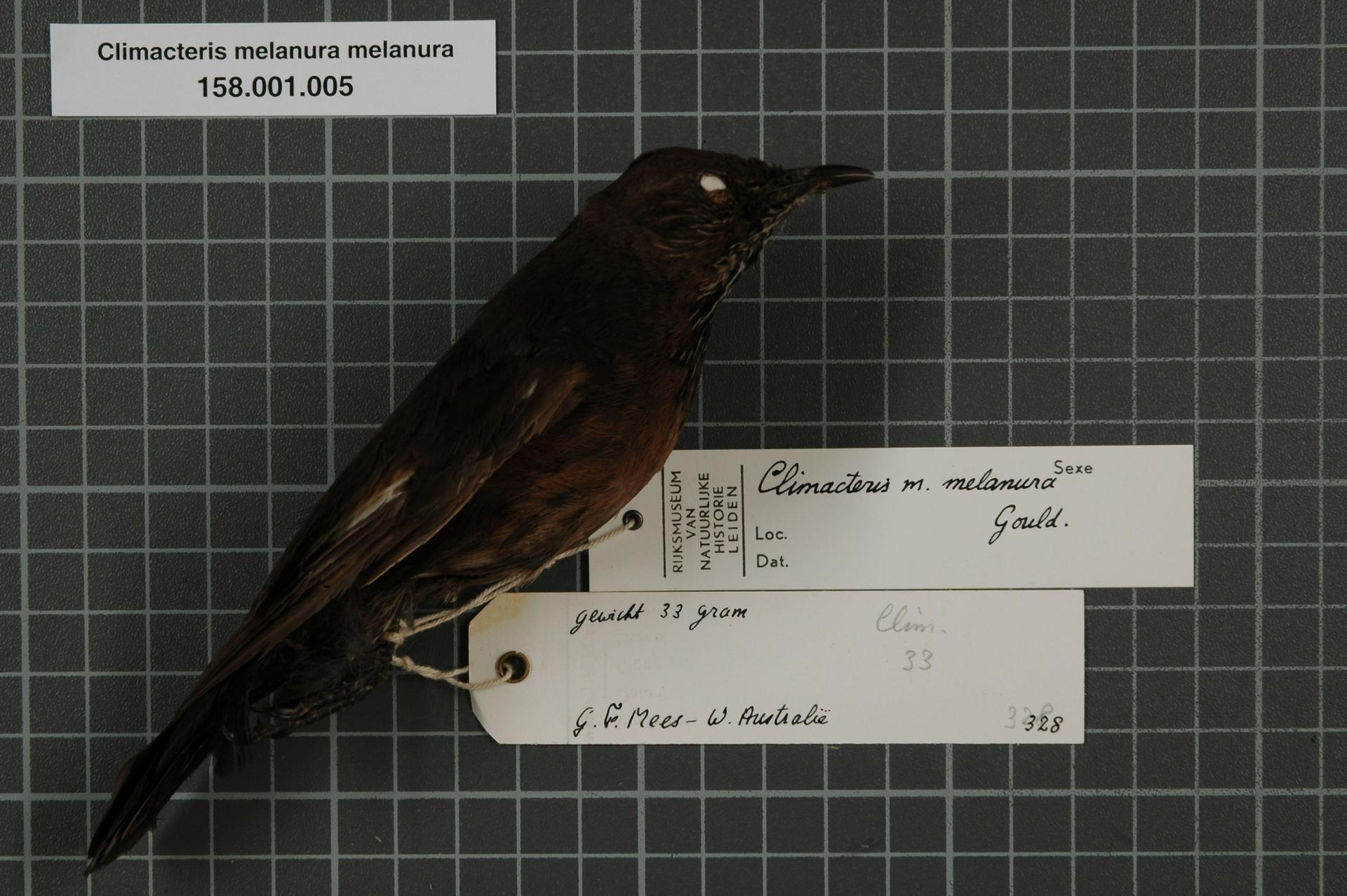
Maschio impagliato.

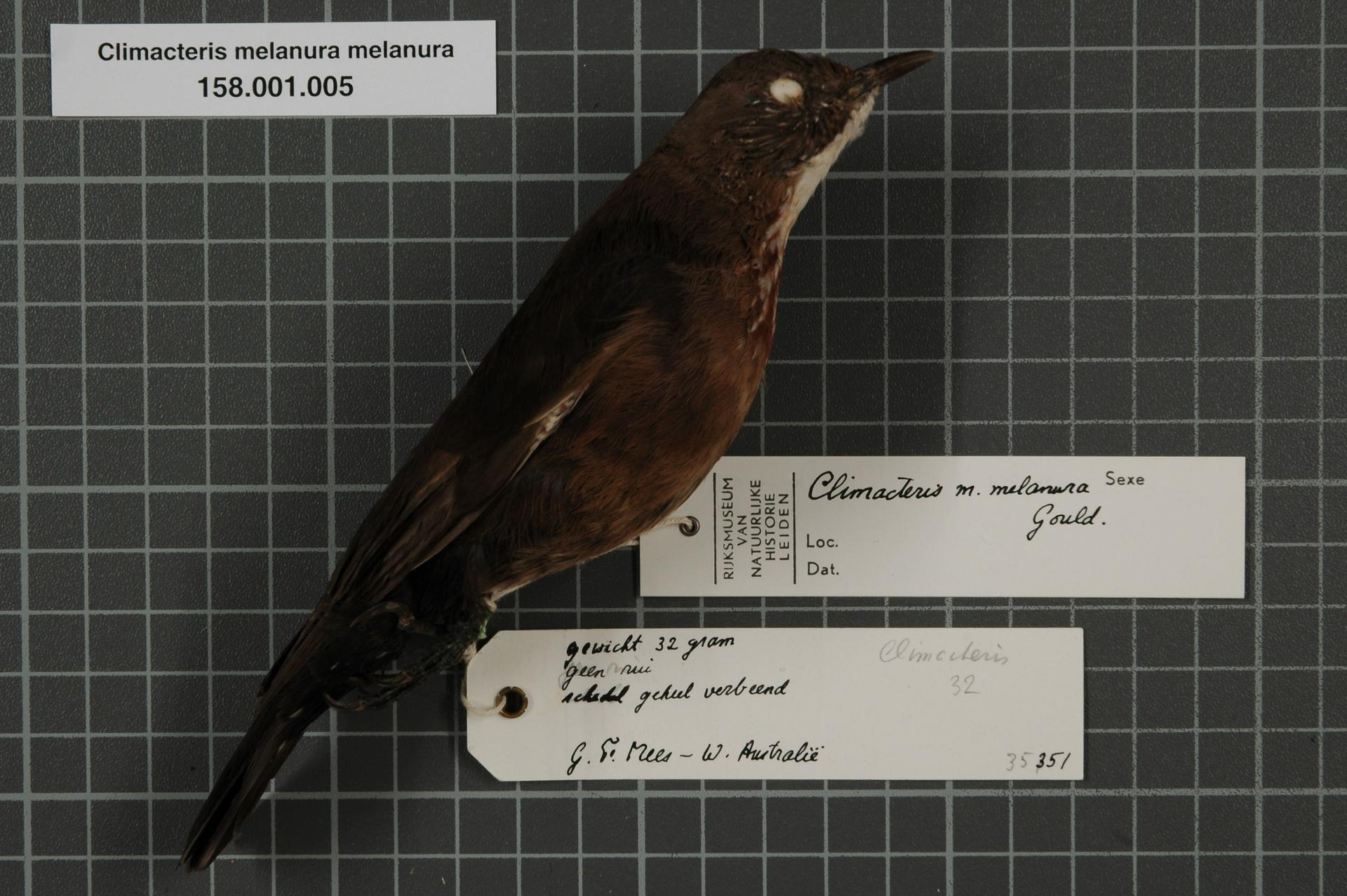
Femmina impagliata.

### Dimensioni
Misura 16-19 cm di lunghezza, per 32 g di peso.

### Aspetto
Si tratta di uccelli dall'aspetto robusto, muniti di testa squadrata con becco sottile e appuntito ricurvo verso il basso, ali appuntite, zampe forti e dalle unghie ricurve e coda rigida e rettangolare.
Il piumaggio è bruno-nerastro con sfumature arancio su testa, dorso, collo e area scapolare, mentre sul petto la sfumatura arancio è predominante: la gola (come intuibile dal nome comune) è nera con singole penne munite di una fascia longitudinale bianca, a dare un effetto zembrato all'area, mentre le remiganti, il codione, il sottocoda e la coda (come intuibile invece dal nome scientifico) sono di colore nero.

Il dimorfismo sessuale è ben evidente: le femmine, infatti, presentano gola bianca e piumaggio sfumato prevalentemente nel bruno, piuttosto che nell'arancio, nell'area cefalica e toracica.
In ambedue i sessi il becco e le zampe sono di colore nerastro, mentre gli occhi sono di oclore bruno scuro.

## Biologia
Si tratta di uccelletti diurni e solitari (tranne che nel periodo degli amori, quando si riuniscono in coppie o in gruppetti familiari), che passano la maggior parte della giornata percorrendo in maniera elicoidale i tronchi e i rami degli alberi alla ricerca di cibo, rifugiandosi poi nel folto della vegetazione verso il tramonto per trascorrere la notte al riparo dalle intemperie e dai predatori.
Il richiamo di questi uccelli è composto da una serie veloce di 9-10 cinguettii che inizialmente salgono, ma poi si allungono e divengono più bassi, pur mantenendo la stessa nota. 

### Alimentazione
Questi animali conducono dieta rigidamente insettivora, cibandosi soprattutto di insetti (formiche, falene e grilli) ma anche di altri piccoli invertebrati, delle loro larve e delle loro uova, che reperiscono nelle crepe, nelle spaccature e nelle cavità della corteccia degli alberi.

### Riproduzione
Si tratta di uccelli monogami, la cui stagione riproduttiva va da giugno a gennaio, periodo durante il quale vengono generalmente portate avanti due covate.
La costruzione del nido (una coppa di fibre vegetali sul fondo della cavità di un albero) è appannaggio esclusivo della femmina, mentre la cova e l'allevamento della prole vedono talvolta la collaborazione di altri individui adulti, che cooperano con la femmina: il maschio si occupa di tenere a bada i dintorni e di reperire il cibo per la compagna durante le operazioni di costruzione del nido e di cova, mentre dopo la schiusa si alterna con gli altri esemplari nell'accudire e imbeccare i nidiacei fino alla loro indipendenza (che viene ragigunta a circa un mese e mezzo dalla schiusa).

## Distribuzione e habitat
Il rampichino golanera è endemico dell'Australia, della quale popola un'ampia fascia costiera settentrionale che comprende il Pilbara e l'area da Broome alle coste sud-orientali del Golfo di Carpentaria.
Si tratta di uccelli piuttosto adattabili, il cui habitat è rappresentato dalle aree alberate e boschive a prevalenza di eucalipto, siano esse subtropicali, temperate o semiaride.

## Tassonomia
Se ne riconoscono due sottospecie:

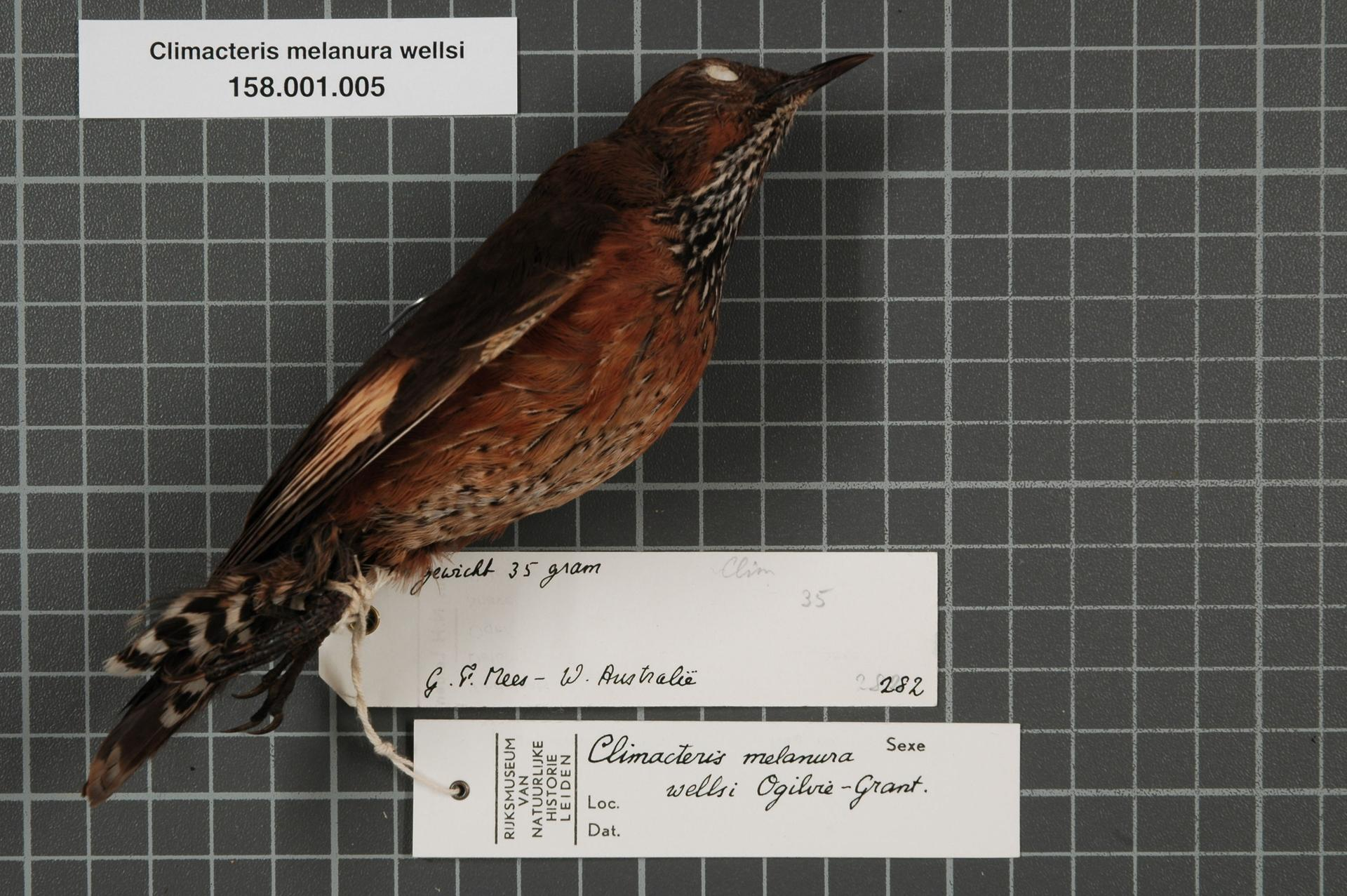
Maschio impagliato della sottospecie wellsi.

- Climacteris melanurus melanurus Gould, 1843 - la sottospecie nominale, diffusa nella maggior parte dell'areale occupato dalla specie;
- Climacteris melanurus wellsi Ogilvie-Grant, 1909 - diffusa nell'estremità occidentale dell'areale occupato dalla specie;

In passato la sottospecie wellsi veniva considerata una specie a sé stante, ma le due popolazioni, nonostante le differenze nella colorazione, sono geneticamente molto affini, sicché attualmente si preferisce accorparle.